# Parque nacional Lakefield
Lakefield es un parque nacional en Queensland (Australia), 1.707 km al noroeste de Brisbane. Es el segundo parque más grande en Queensland y un lugar muy solicitado para acampar y practicar la pesca. Se puede acceder a él por Cooktown o por Laura.
El parque está muy alejado de todo y los visitantes deben abastecerse de todo lo necesario para su estancia antes de salir de las localidades vecinas.
Hay dos estaciones de guardaparques dentro del parque donde se puede obtener información o ayuda en caso de emergencias. Hay una vía de acceso en bastante mal estado que sólo puede tomarse en época seca (no se recomienda transitarla entre principio los meses de diciembre y mayo). Existen también zonas para acampar pero sin servicios.